# Ministrstvo za zdravje Republike Slovenije
Ministrstvo za zdravje Republike Slovenije je ministrstvo slovenske vlade, pristojno za izvajanje zdravstvenega varstva, promocijo in varovanje javnega zdravja ter zdravstveno ekonomiko v Sloveniji. Ustanovljeno je bilo septembra 1976. Ministrstvo je leta 1990 delovalo kot Republiški komite za zdravstveno in socialno varstvo Republike Slovenije, leta 1992 se je preimenovalo v Ministrstvo za zdravstvo, družino in socialno varstvo Republike Slovenije, leta 1993 v Ministrstvo za zdravstvo Republike Slovenije, leta 2000 pa v Ministrstvo za zdravje Republike Slovenije. Od leta 1990 se je zvrstilo 20 ministric in ministrov. Aprila 2025 ministrstvo vodi Valentina Prevolnik Rupel, ki je mandat začela 13. oktobra 2023. Sedež ministrstva je na Štefanovi ulici 5 v Ljubljani.